# U 248
U 248 war ein deutsches U-Boot vom Typ VII C, das im Zweiten Weltkrieg von der Kriegsmarine eingesetzt wurde.

## Geschichte
Das Boot wurde am 5. Juni 1941 bei der Germaniawerft in Kiel beauftragt. Die Kiellegung erfolgte am 19. Dezember 1942, der Stapellauf am 7. Oktober 1943, die Indienststellung unter Oberleutnant zur See Bernhard Emde am 6. November 1943.
Von der Indienststellung bis zum 31. Juli 1944 gehörte das Boot zur 5. U-Flottille und absolvierte dort zwei Trainingsfahrten, bevor es dann am 1. August 1944 als Frontboot der 9. U-Flottille überstellt wurde.
Das Boot lief am 18. August von Bergen zu seiner ersten Feindfahrt aus, die am 14. Oktober 1944 in Trondheim endete. Während des Aufenthalts in Trondheim wurde das Boot an die 11. U-Flottille überstellt und bekam mit Oberleutnant zur See Johann-Friedrich Loos einen neuen Kommandanten.

## Verbleib
Am 3. Dezember 1944 brach das Boot zu seiner zweiten Feindfahrt auf. Am 16. Januar 1945 wurde es im Nordatlantik von vier Geleitzerstörern der US Navy (USS Hayter, USS Otter, USS Varian und USS Hubbard) bei 47° 43′ N, 26° 37′ W durch den Einsatz von Wasserbomben versenkt.
Die vier US-Geleitzerstörer bildeten die Escort-Division 62 und waren auf die im Nordatlantik operierenden Wetterboote U 1053, U 1232, U 1230 und eben U 248 angesetzt. Um 9:10 Uhr erfasste das Huff-Duff der Hayter das U-Boot. Daraufhin begannen die vier Zerstörer in einem weiten Rechteck Wasserbomben und Hedgehogs zu werfen. Um 11.49 Uhr wurde das dumpfe Dröhnen der Detonationen in der Tiefe durch ein lautes Grollen übertönt. An die Wasseroberfläche aufsteigende Planken, Kleidungsstücke und formlose Trümmer belegten, dass das U-Boot unter dem Verlust von 47 Menschenleben versenkt worden war.